# 再選挙
再選挙（さいせんきょ）は、日本の公職選挙法109条及び110条に定める特別選挙の一種。再選挙の原因には候補者の獲得数の要件に関するものも含まれるが、多くの国では上位候補による決選投票制を導入しており、立候補から仕切り直しを行う制度は珍しいとされている。

## 総説
日本の選挙では、繰上補充で候補者が補充することができずに、法定得票に達する候補者がなく、または不足した場合、立候補者が定員に満たない場合等の事由により当選人がなく、あるいは当選人の数が定員に満たない場合、当選人が死亡した場合、当選人が当選を定められた後当選を失った場合、選挙無効や当選無効の判決、裁決、決定が確定する結果当選人がいなくなったり定員に満たなくなった場合、総括責任者等の選挙違反でいわゆる連座制により当選が無効となった場合、当選人が選挙違反をして当選人の当選が無効となった場合に行う。
ただし、衆議院比例代表選出議員、参議院比例代表選出議員、地方議会の議員の場合にあっては、選挙無効や当選無効の判決、裁決、決定が確定した場合を除いて、このことによって欠ける定員が補欠選挙の事由が発生する事由と同じ定員不足に至った場合に限る。参議院比例代表選出議員の場合において、任期を異にする参議院比例代表選出議員の選挙が行われる場合や、地方議会においてはその選挙区で同じ地方公共団体の他の選挙が行われる場合は、当選人の不足数にかかわらず再選挙を実施する。
また、任期満了6月前の場合は再選挙を実施しない。
再選挙の根拠となる法律の条文は、選挙の対象となる公職によって異なっている。
- 衆議院小選挙区選出議員・参議院選挙区選出議員・地方公共団体の長（公職選挙法109条）
- 衆議院比例代表選出議員・参議院比例代表選出議員・地方公共団体の議会の議員（公職選挙法110条）

法定得票に達する候補者がなく、または不足した場合にも再選挙が行われることになるが、再選挙の立候補資格は通常の選挙と変わらず、元の選挙の候補者はもちろん、新たな候補者が立候補することもできる。そのため、形式上は何度でも再選挙が繰り返される危険性があり、これを避けるため法定得票の基準は外国に比べ緩くなっていると言われている。
なお、選挙違反や連座制の適用を理由とする場合に関しては、判決が確定する前に議員が自発的に辞職し、補欠選挙として行われることがある。

## 再選挙の期日
国政選挙において、当選人がないことや定員に満たなかった場合、あるいは選挙無効訴訟の結果選挙無効となった場合は原則としてその事由が発生した日から40日以内に、その他の場合は統一補欠選挙と同日に実施することとなる。
地方選挙の場合は、原則としてその事由が発生した場合は50日以内に実施する（公職選挙法34条）。
なお、再選挙を実施する場合であっても、選挙無効訴訟等が係属中の期間は実施しない。

## 再選挙の実例

### 国政選挙

#### 法定得票未達によるもの
- 史上最多の候補者が乱立した1946年衆院選で、2議席分（東京2区と福井全県区の最下位当選枠各1名分）が法定得票に達せず、再選挙となった（この時、東京2区では広川弘禅、福井全県区では堂森芳夫がそれぞれ当選）。
- 1954年「奄美群島復帰に伴う暫定措置法に基く選挙」（旧奄美群島区）で、法定得票に達せず、再選挙となった（保岡武久が当選）。

#### 選挙無効・当選無効によるもの
- 1949年衆院選の新潟2区のうち七谷村において選挙事務の大部分を首長部局に一任し選挙管理委員会が選任する立会人による立ち会いが行われなかったこと等を理由として一部選挙無効となり1950年10月に再選挙が行われた。
- 1953年参院選の全国区において、栃木県佐野市の投票所で候補者の所属する党派名を誤記したことにより、同年10月に佐野市で再選挙が行われた。
- 1992年参院選での選挙公報に記載した経歴の詐称が発覚したことが選挙違反に問われて新間正次の当選が無効となった[注釈 3]ことを理由として、参議院愛知県選挙区における再選挙が1994年9月11日に行われた。
- 2019年参院選の選挙運動での河井案里参議院議員（当時[注釈 4]）の公職選挙法違反（買収）の有罪が刑事裁判で確定し、2021年2月5日に当選無効となったことに伴う参議院広島県選挙区における再選挙が2021年4月25日に行われた。補欠選挙が現行の年2回（4月と10月）に統一される形で執行となった2000年10月以降では、再選挙の対象となった事例は本件が初めてである。

#### その他の理由によるもの
実例なし。

### 地方首長選挙

#### 法定得票未達によるもの
公職選挙法施行以降で、法定得票に達する候補者がなく再選挙となった例は以下の7例がある。
| 選挙                 | 自治体           | 選挙日         | 再選挙        |
| -------------------- | ---------------- | -------------- | ------------- |
| 1979年富津市長選挙   | 千葉県富津市     | 1979年4月22日  | 1979年6月17日 |
| 1992年広陵町長選挙   | 奈良県広陵町     | 1992年2月2日   | 1993年8月8日  |
| 2003年札幌市長選挙   | 北海道札幌市     | 2003年4月13日  | 2003年6月8日  |
| 2007年加美町長選挙   | 宮城県加美町     | 2007年4月22日  | 2007年6月17日 |
| 2017年西之表市長選挙 | 鹿児島県西之表市 | 2017年1月29日  | 2017年3月19日 |
| 2017年市川市長選挙   | 千葉県市川市     | 2017年11月26日 | 2018年4月22日 |
| 2022年品川区長選挙   | 東京都品川区     | 2022年10月2日  | 2022年12月4日 |

- 1992年広陵町長選挙には7人が立候補し、法定得票に達せず当選人なし[5]。選挙後14日以内の異議申立て期間[6]に訴訟が提起されたため[7]再選挙は50日以内に実施できず、翌1993年8月8日に再選挙（立候補者3人）が行われて当選人が決まる[8]まで町長不在が続いた（町長職務代行者が置かれた）。

#### その他の理由によるもの
- 選挙無効判決で再選挙になった例としては、1975年6月29日の埼玉県加須市長選がある（埼玉県加須市長選挙無効事件）。
- 当選人死亡で再選挙となった例としては、1992年4月26日の栃木県鹿沼市長選がある（再選を果たした候補が投票日の翌日に死亡）。

### 地方議会議員選挙

#### 法定得票未達によるもの
- 1971年4月の大阪府議会議員選挙河内長野市選挙区で定数1に対して6人立候補、5月投票の再選挙（5人立候補）でも法定得票数に達せず、6月の再々選挙（3人立候補[9]）で当選人が決まった。
- 2007年4月の東京都昭島市議会議員選挙で、定数24に対して23人しか法定得票に到達せず、残り1議席に限り再選挙を実施した。
- 2018年11月の群馬県昭和村議会選挙で、定数12に対し立候補者が9人しかおらず[10]、残り3議席を対象とした再選挙が2019年1月に行われた（3人立候補し無投票で当選）。
- 2023年4月の長野県岡谷市議会議員選挙で、定数18に対し立候補者が17人しかおらず[11]、9月の市長選挙と同時に再選挙が行われた[12]。

#### その他の理由によるもの
- 2011年4月の千葉県議会議員選挙浦安市選挙区で、東日本大震災の被害の復旧の優先を理由に市の選挙管理委員会が選挙事務を行わず、投開票ができなかったため、当選者がおらず再選挙となった。